# Club Social y Deportivo Colo-Colo
Cet article concerne le club de football masculin. Pour le club de football féminin, voir Club Social y Deportivo Colo-Colo (féminines).
Pour l’article homonyme, voir Colocolo (chef mapuche).
Pour les articles homonymes, voir Colo (homonymie).
Maillots
Actualités
Le Club Social y Deportivo Colo-Colo est un club chilien de football, basé dans le quartier de Macul à Santiago.
Fondé le 19 avril 1925 par David Arellano, Colo-Colo est le seul club du pays à avoir participé à toutes les éditions de la Primera División, dont il est le club le plus titré. C'est le seul club chilien à avoir remporté la Copa Libertadores, en 1991. En 2009, l'IFFHS élit Colo-Colo comme le meilleur club chilien du XXe siècle et le place dans les 20 meilleurs clubs d'Amérique du sud.
Club le plus populaire du pays, Colo-Colo est depuis 1975 résident de l'Estadio Monumental David Arellano. Il nourrit une rivalité historique avec l'autre grand club de la capitale, Universidad de Chile, avec lequel il dispute le célèbre Superclásico.

## Histoire

### Fondation et années amateur (1925-1932)

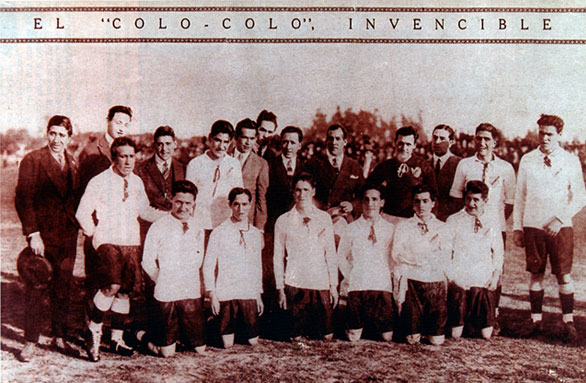
Les « invincibles » de Colo-Colo, en 1925.

Colo-Colo est créé en 1925 par un groupe de footballeurs en rupture avec les dirigeants du Club Deportivo Magallanes. Sous la conduite de l'international David Arellano, qui souhaite s'inspirer des méthodes et principes de jeu déployés par les Uruguayens, champions olympiques, lors de la Copa América 1924. Les jeunes créent officiellement un nouveau club le 19 avril, qu'ils baptisent en référence à Colocolo, chef mapuche ayant combattu les Espagnols au XVIe siècle. Le jeune Juan Quiñones est à l'origine du choix des couleurs noires et blanches (symbole de pureté et de sérieux) et du maillot.
Appliquant les principes chers à Arellano, l'équipe de Colo-Colo remporte pour sa première saison la Primera División de la Liga Metropolitana de manière écrasante, s'imposant sans conteste comme la meilleure équipe de la capitale et devient vite très populaire. Le club ne défend pas son titre la saison suivante mais en 1927, part en tournée en Europe, une première pour un club chilien. La tournée tourne au drame quand David Arellano, fondateur et capitaine du club, se blesse lors d'un match face au Real Valladolid. Victime d'une péritonite, il meurt dès le lendemain. Malgré cette immense perte, le club poursuit sa route, et remporte en 1929 et 1930 le championnat unifié de Santiago.
En 1931-1932 le club traverse une première crise interne quand les dirigeants décident d'investir largement pour recruter des joueurs de l'extérieur : les nouveaux venus n'apportent pas le succès espéré et réduisent les primes offertes au reste de l'équipe. De plus, il est marqué par un nouveau drame quand le 8 décembre 1932, lors de la finale du championnat de Santiago disputée face à Audax Italiano, une tribune du stade s'effondre sur des spectateurs faisant 3 morts et 130 blessés. Le match est annulé et le titre non attribué.

### L'ère professionnelle

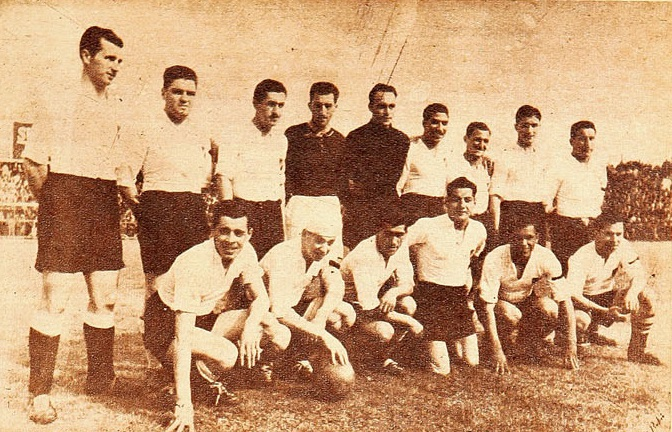
Colo-Colo champion du Chili en 1937.

Au début des années 1930, les grands clubs salarient leurs joueurs, malgré l'interdiction officielle du professionnalisme. Quelques clubs de Santiago, parmi lesquels Colo-Colo, décident de lancer un championnat professionnel national, ce qui est finalement réalisé en 1933. Pour sa première édition, Colo-Colo et Magallanes terminent le championnat ex æquo. Un match d'appui est organisé, remporté par Magallanes 2–1.
Colo-Colo doit attendre 1937 pour remporter son premier trophée, tout en terminant la saison invaincu. Un nouveau championnat est remporté en 1939 sous la direction du Hongrois Franz Platko, grâce notamment aux 32 buts en 24 matchs du buteur Alfonso Domínguez, puis un troisième en 1941 pour le retour de Platko sur le banc (le club reste invaincu mais ne joue pas le dernier match de la saison contre la lanterne rouge), et enfin deux autres en 1944 et 1947 (la saison 1945 ayant été à l'inverse l'une des pires de l'histoire du club, qui termine à l'avant dernière place du championnat). Ce dernier titre est l'occasion pour le club d'organiser à Santiago une compétition continentale, le championnat sud-américain des clubs champions de football, début 1948. Considérée officiellement comme l'ancêtre de la Copa Libertadores, la compétition est remportée par les Brésiliens de Vasco da Gama.
En 1953, le nouveau président du club Antonio Laban fait revenir au Chili le buteur de Newcastle United George Robledo (meilleur buteur du championnat anglais), ainsi que son frère Ted Robledo (en), partis en Angleterre pendant leur enfance. Meilleur buteur du championnat en 1953 et 1954, George Robledo contribue activement aux deux titres de champion en 1953 et en 1956 (l'équipe termine également à la deuxième place du championnat en 1954, 1955 et 1958), et remporte la première édition de la coupe du Chili en 1958. Par ailleurs, Colo-Colo se structure, achète un siège social en 1953 puis un terrain de 28 hectares sur la commune de Macul, pour y construire le futur Estadio Monumental prévu pour accueillir 120 000 personnes. Après une finale de championnat perdue en 1959 puis un nouveau titre en 1960, le club découvre la Copa Libertadores en 1961 mais est éliminé dès le premier tour par les Paraguayens d'Olimpia Asunción, finalistes l'année précédente. Le président Laban tire sa révérence en 1962. L'année suivante, Colo-Colo remporte une nouvelle fois le championnat en battant par la même occasion un double record offensif : celui du nombre de buts inscrits en une saison (103), et celui du nombre de buts inscrits par un joueur (Luis Hernán Álvarez avec 37 buts). Pour sa deuxième participation à la Copa Libertadores en 1964, les Chiliens éliminent les Barcelona SC et Deportivo Italia mais doivent s'incliner en demi-finale face aux Uruguayens du Nacional.
C'est pour Colo-Colo le début d'une période de vaches maigres, le championnat étant dominé par Universidad de Chile et Universidad Católica. Le club remporte finalement son 10e titre en 1970, ayant terminé en tête de la poule finale (la Liguilla) à égalité avec l'Unión Española, il s'impose en finale 2-1. En 1972, sous la direction de Luis Álamos et porté par des joueurs emblématiques comme Francisco Valdés, meilleur buteur de l'histoire du championnat, et Carlos Caszely, Colo-Colo s'impose de nouveau au niveau national, avant d'atteindre la finale de Copa Libertadores 1973, perdue face aux Argentins d'Independiente (déjà triple vainqueurs de l'épreuve) à l'issue d'un match d'appui en finale, achevé après prolongation (1-1, 0-0, 2-1 ap). Cette glorieuse équipe compose la colonne vertébrale de l'équipe du Chili à la Coupe du monde 1974, dont Álamos est le sélectionneur. La vente de nombreux joueurs par les dirigeants, qui souhaitent achever la construction du grand stade, entraîne le départ d'Álamos. Le club s'enfonce dans une crise sportive et institutionnelle.
Il faut attendre 1979 pour voir Colo-Colo revenir au premier plan, grâce au titre remporté assez largement par les hommes de Pedro Morales Torres (es), l'adjoint d'Álamos à la Coupe du monde 1974. La saison 1980 décevante coûte sa place à Torres, remplacé par Pedro García Barros (en). Ce dernier mène pour sa première saison le club au doublé coupe-championnat, puis à un nouveau titre de champion en 1983 et à deux coupes en 1982 et 1985. Son successeur Arturo Salah remporte à son tour deux titres de champion, en 1986 et 1989, ainsi que trois coupes en 1988, 1989 et 1990. Le 30 septembre 1989, l'Estadio Monumental David Arellano, symbole des nouvelles ambitions du club, est officiellement inauguré (14 ans après sa première utilisation).
Malgré ses succès nationaux, le club ne parvient pas à réaliser de performances notables sur le plan continentale, en dépit de quelques exploits sporadiques comme la victoire sur le terrain du São Paulo FC en 1987. Les dirigeants décident de nommer en septembre 1990 le Yougoslave Mirko Jozić, qui arrive avec de fortes ambitions. Il remporte le championnat en 1990 et attaque la Copa Libertadores 1991 en annonçant vouloir la remporter. De fait, son équipe élimine Universitario, le Club Nacional et les Argentins de Boca Juniors, avant de s'offrir une finale face aux Paraguayens d'Olimpia. Après un match nul à Asuncion, Colo-Colo l'emporte 3-0 à domicile et devient le premier club chilien à remporter la compétition. L'année devient historique avec les succès conjugués en Recopa, Copa Interamericana et championnat du Chili. En Coupe intercontinentale, les Chiliens s'inclinent par contre face à l'Étoile rouge de Belgrade. Jozić quitte Colo-Colo en 1993, sur un 3e titre de champion en quatre ans.
À la suite du départ de Jozić, Colo-Colo connaît une période d'instabilité, du fait des désaccords dans la direction entre les camps de Peter Dragicevic et d'Eduardo Menichetti. Ce dernier est finalement élu et recrute l'entraîneur paraguayen Gustavo Benítez, dont les succès sportifs (trois nouveaux titres de champion du Chili en 1996, 1997 et 1998) permettent de mettre de côté la situation financière déclinante du club.

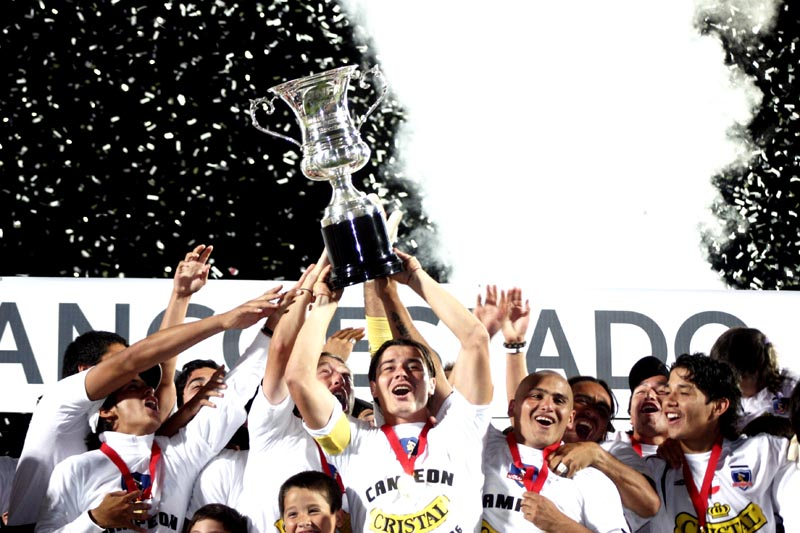
Colo-Colo champion du Chili en 2006.

En janvier 2002, Colo-Colo est officiellement déclaré en faillite, mais le club parvient à se maintenir dans l'élite et à rétablir sa situation, remportant même le championnat de clôture 2002,. En 2006, l'Argentin Claudio Borghi, qui avait participé comme joueur aux succès continentaux de 1992, est nommé à la tête de l'équipe. S'appuyant notamment sur Matias Fernandez, Jorge Valdivia, Alexis Sánchez, Arturo Vidal et Humberto Suazo, il remporte en trois ans cinq championnats, dont quatre d'affilée, un exploit inédit au Chili.
Colo-Colo remporte son 29e trophée avec le tournoi de clôture 2009, où il bat en finale l'Universidad Católica.

## Palmarès
Colo-Colo est le club le plus titré du Chili.
| Compétitions nationales | Compétitions internationales |
| - Championnat du Chili (34) : - Champion : 1937, 1939, 1941, 1944, 1947, 1953, 1956, 1960, 1963, 1970, 1972, 1979, 1981, 1983, 1986, 1989, 1990, 1991, 1993, 1996, 1997 (Clôture), 1998, 2002 (Clôture), 2006 (Ouverture), 2006 (Clôture), 2007 (Ouverture), 2007 (Clôture), 2008 (Clôture), 2009 (Clôture), 2014 (Clôture), 2015 (Ouverture), 2017 (Transition), 2022 et 2024 - Coupe du Chili (14) - Vainqueur : 1933, 1938, 1940, 1945, 1958, 1974, 1981, 1982, 1985, 1988, 1989, 1990, 1994, 1996, 2016, 2019, 2021 et 2023 - Supercoupe du Chili (4) - Vainqueur : 2017, 2018 et 2024 | - Coupe intercontinentale : - Finaliste : 1991 - Copa Libertadores (1) : - Vainqueur : 1991 - Finaliste : 1973 - Copa Sudamericana : - Finaliste : 2006 - Recopa Sudamericana (1) : - Vainqueur : 1992 - Copa Interamericana (1) : - Vainqueur : 1992 |

## Couleurs et maillots
| 1925-1952 · & 1971-1978 | 1952-1971 · & depuis 1979 |  |

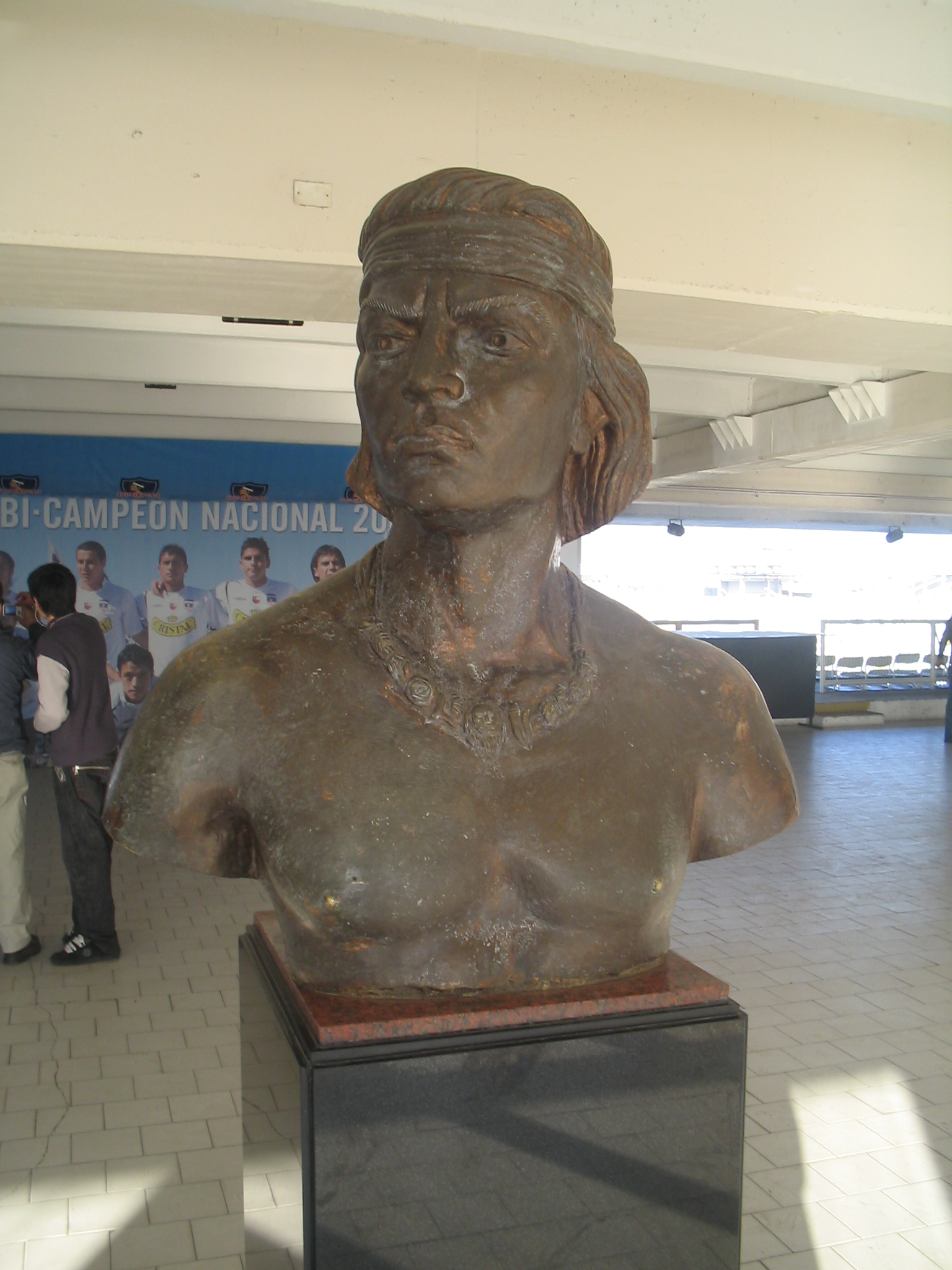
Buste de Colocolo.

Le symbole du club est le cacique mapuche Colocolo, dont le nom a été directement repris par les fondateurs. Devenu célèbre pour son courage héroïque et sa sagesse, Colocolo s'est battu contre les Espagnols lors de la guerre d'Arauco, sans jamais se rendre.
Depuis sa fondation, Colo-Colo n'a fait évoluer son maillot qu'à la marge. Celui-ci est imaginé par le joueur et fondateur du club Juan Quiñones : le blanc du maillot représentant la pureté des valeurs du club, le noir du short symbolisant la détermination de ses footballeurs à toujours se battre pour la victoire. Les bas sont bleu marine et les chaussures noires. En pratique seuls les bas changent de couleur au cours des années, en passant au noir, puis au blanc à partir de 1952. Le maillot blanc est barré d'un trait noir, aujourd'hui placé au-dessus de l'écusson, en mémoire de David Arellano, l'initiateur du club mort tragiquement en 1927.
Le deuxième maillot a connu une plus grande variété. En 1927, l'équipe porte par exemple un maillot vert avec un short et des bas noirs ; à partir du milieu des années 1970, un maillot rouge ; en 1988, un maillot noir…

## Infrastructures

### Stade
Le stade dont Colo-Colo est le club résident s'appelle l'Estadio Monumental David Arellano, situé à Macul dans le centre de Santiago du Chili. Il est baptisé en hommage à David Arellano, joueur fondateur du club. Projeté dès les années 1930, construit à partir de 1956, partiellement démoli par les séismes de 1960, le stade n'est utilisé la première fois qu'en 1975 puis est rapidement fermé. Le stade n'est officiellement inauguré que le 30 septembre 1989. Sa capacité dépasse à son inauguration les 62 000 places : 66 517 supporters assistent notamment à la finale de la Copa Libertadores 1991. Le record d'affluence est battu avec 69 305 spectateurs pour le derby face à la Universidad de Chile en 1992. Elle a été par la suite réduite à 47 017, pour des raisons de sécurité notamment. Il remplace à l'occasion l'Estadio Nacional de Chile quand ce dernier est indisponible, notamment pour les matchs de l'équipe du Chili de football.

Vues de l'Estadio Monumental
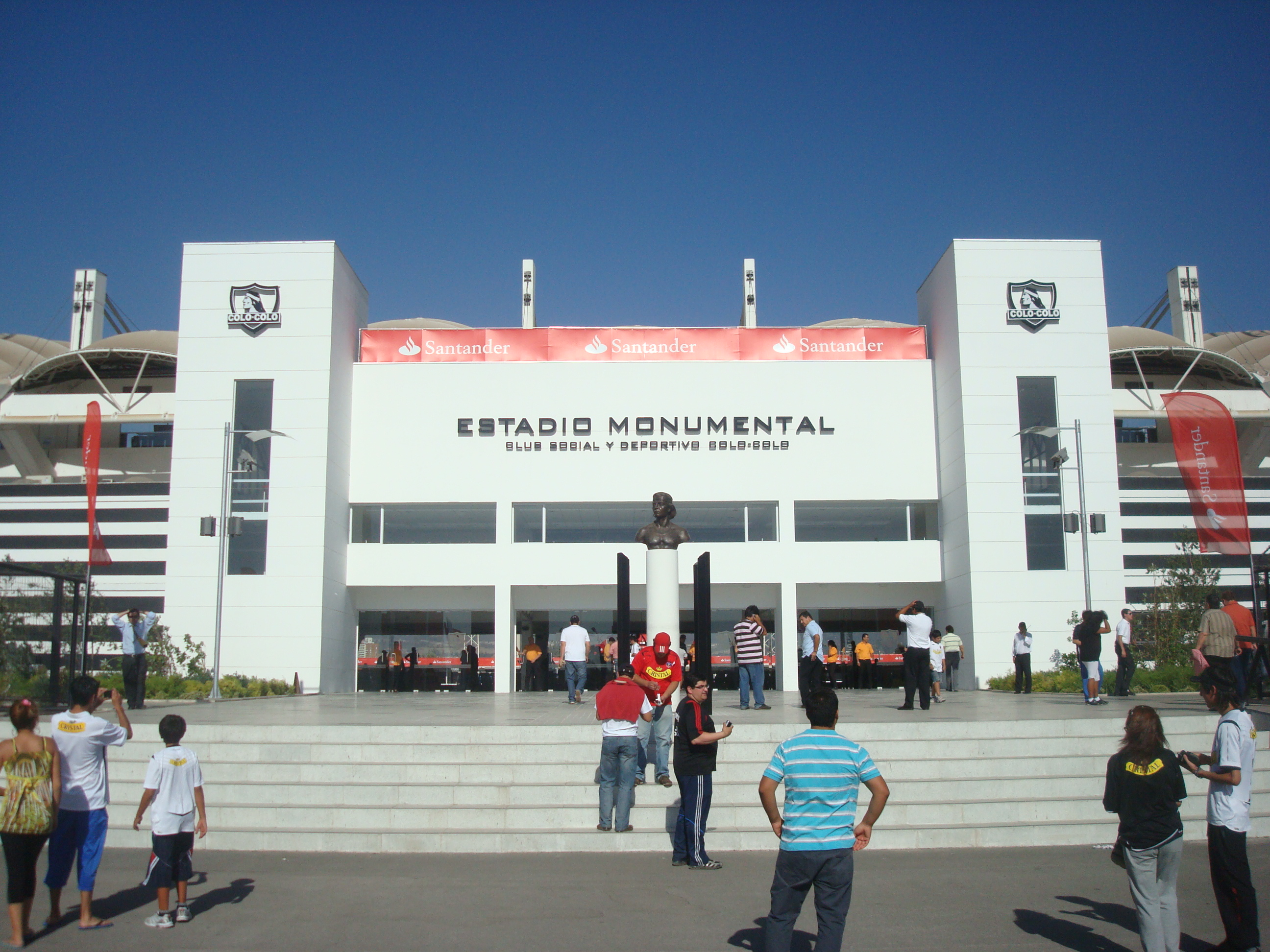
Entrée du stade
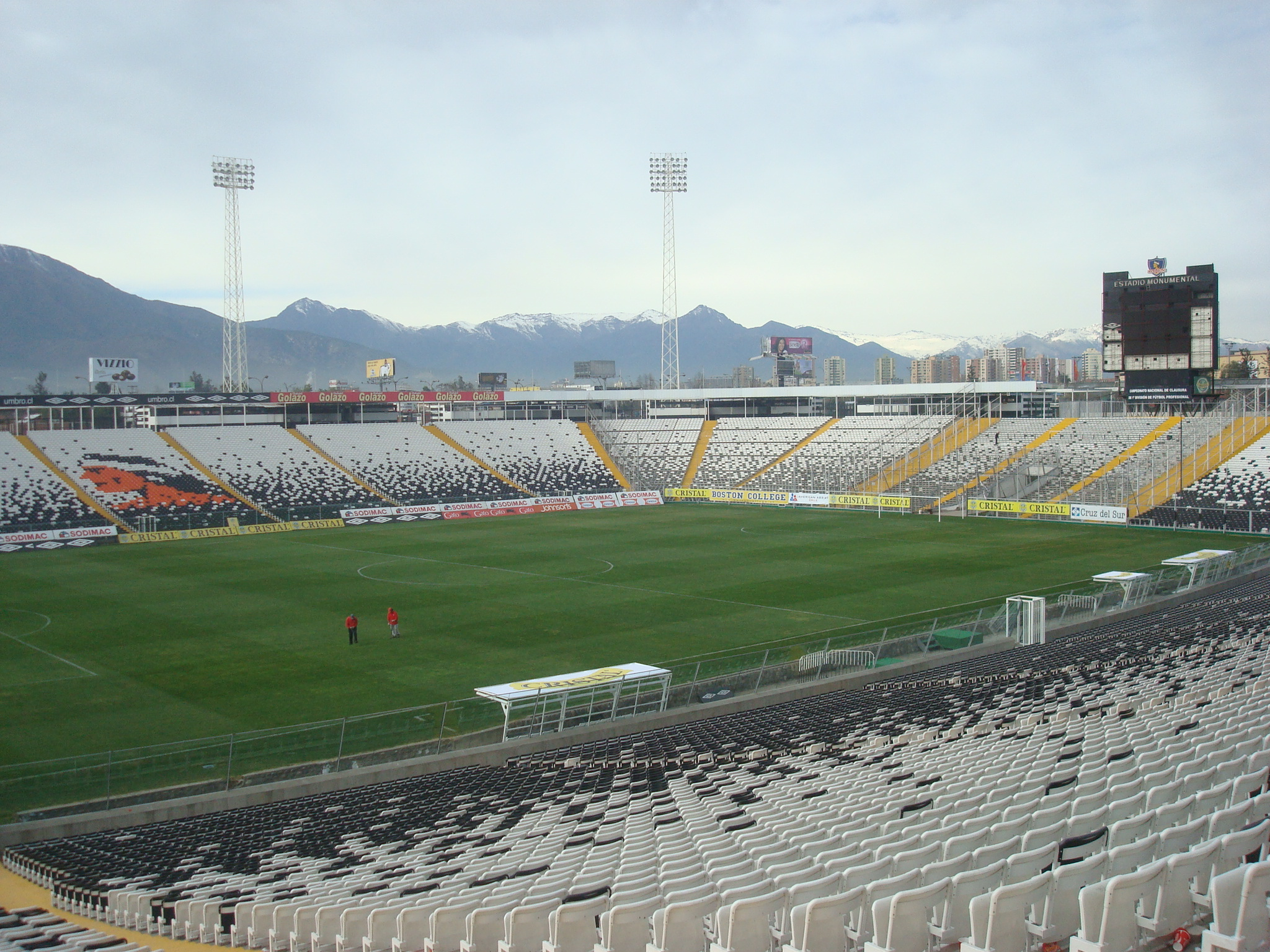
Vue générale
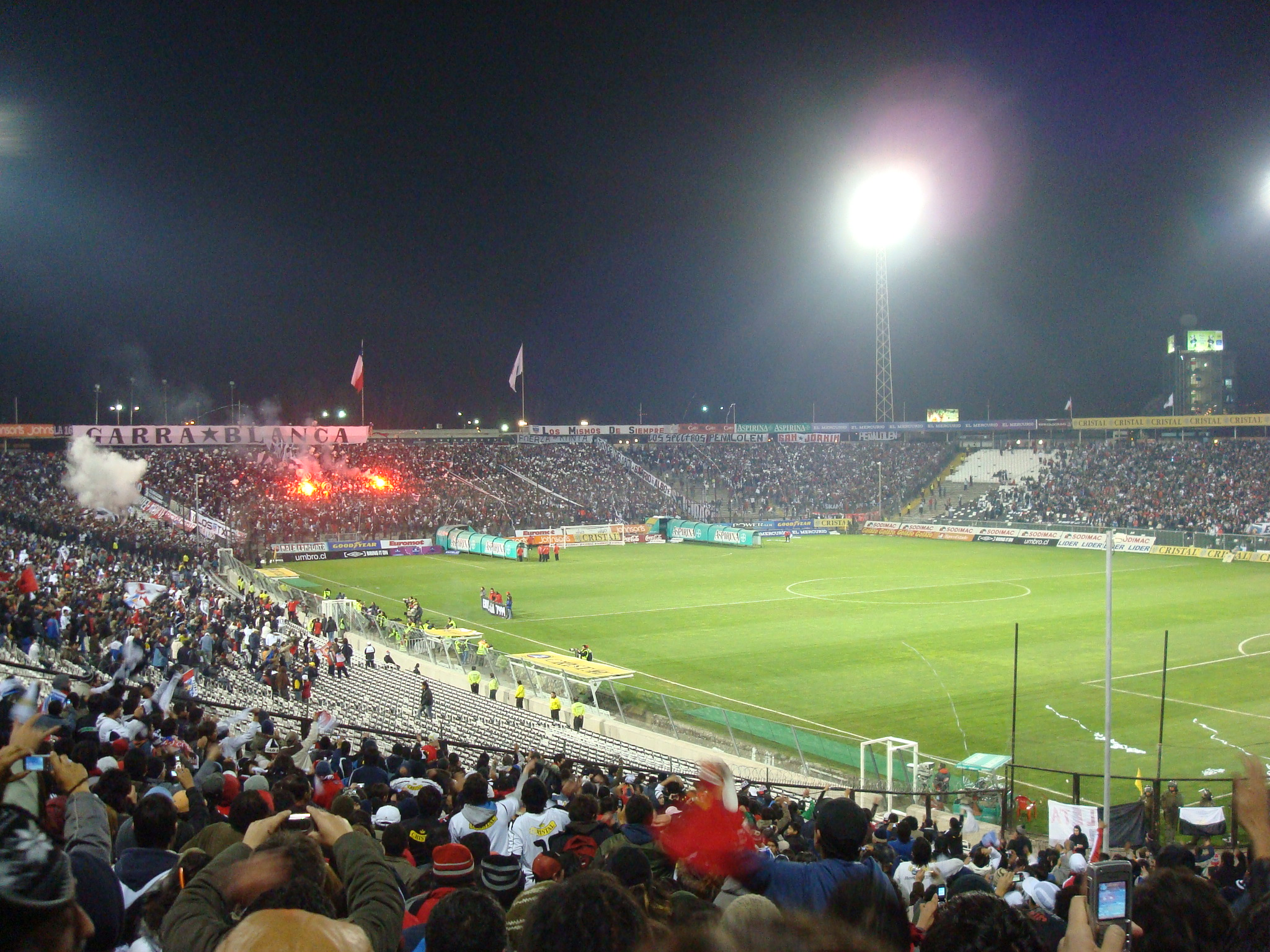
Soir de match en 2008
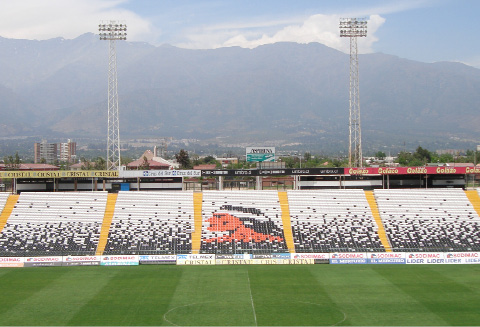
Tribune latérale Cordillera

Lors de ses premières années, le club évolue dans différents lieux qui ne lui appartiennent pas, notamment le Campos de Sports de Ñuñoa (à partir de 1928) et l'Estadio Santa Laura. À la suite de la construction de l'Estadio Nacional en 1938, Colo-Colo y élit domicile en attendant la construction de son propre stade. En 1946, Colo-Colo achète l'Estadio de Carabineros (plus connu comme el Fortín Mapocho), fermé pour des raisons de sécurité, avec le projet d'y construire un nouveau stade. Mais l'inadéquation du terrain et l'interdiction de construire prise par les autorités empêchent la réalisation du projet. La revente des terrains au Seguro Obrero permet cependant le financement d'un nouveau terrain.

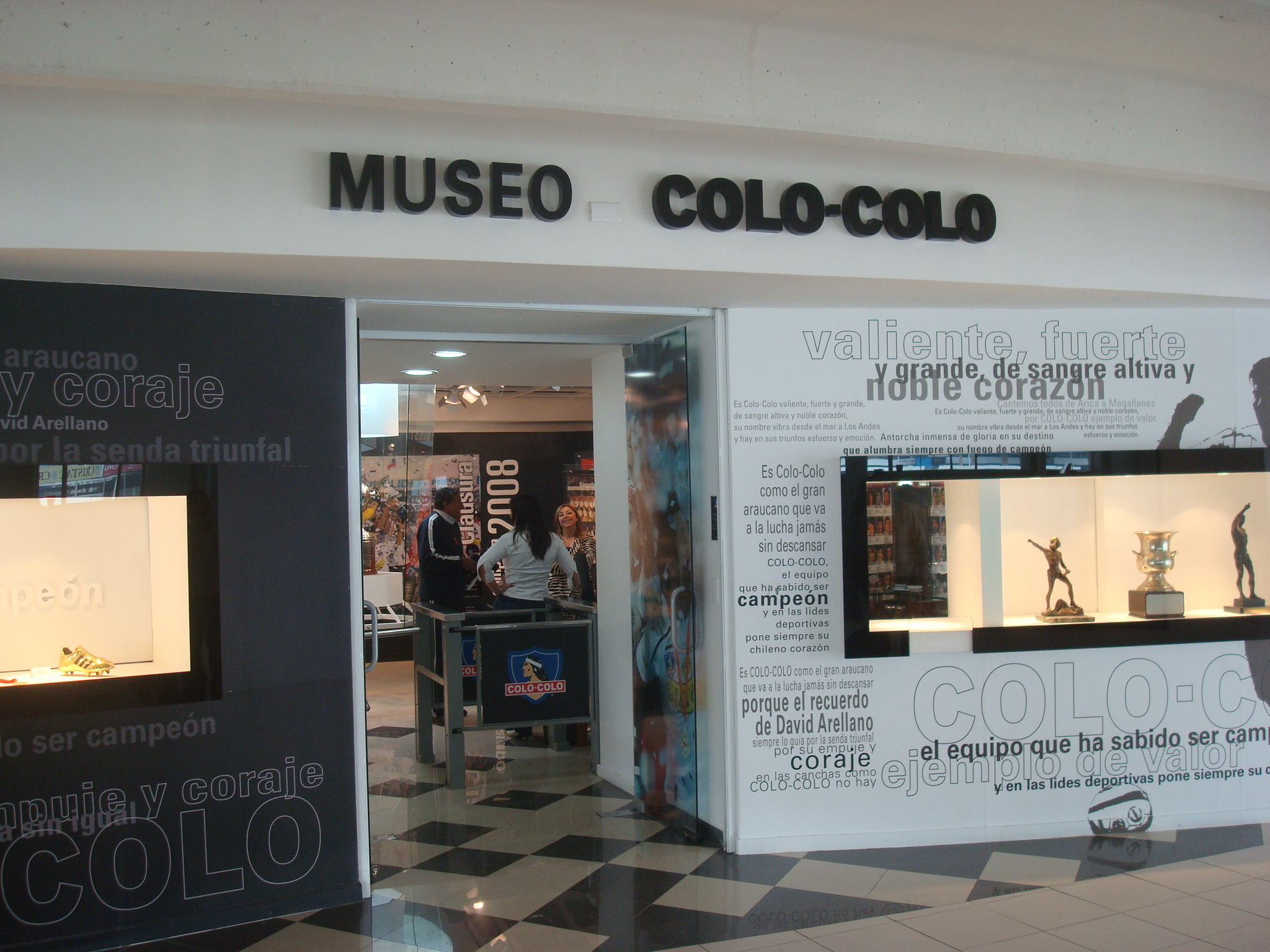
L'entrée du musée de Colo-Colo.

En 1956, sous la présidence d'Antonio Labán, le club achète un terrain de 28 hectares au sud de la capitale, avec pour projet la construction d'un stade de 120 000 places. Le choix du Chili comme organisateur de la Coupe du monde de football 1962 permet au club d'obtenir un temps le soutien du parlement, qui se rétracte finalement à la suite du séisme de 1960 de Valdivia, ce qui met un terme au projet à court terme. Grâce aux bénéfices engrangés en 1972 et 1973, le club relance la construction de l'enceinte, qui est finalement inaugurée le 20 avril 1975 face au Deportes Aviación. Mais le manque de fonctions de base provoque sa fermeture peu de temps après. L'année suivante, la direction du club est écartée par le gouvernement militaire d'Augusto Pinochet. Le groupement économique placé à la tête du club, baptisé BHC, organise la revente du stade au Trésor chilien, censé achever les travaux. Après la chute de Pinochet, le club récupère son bien ; il fait alors appel à ses adhérents et partenaires pour réunir les fonds nécessaires à l'achèvement du stade, en complément de la vente d'Hugo Rubio à Bologne. L'Estadio Monumental est ré inauguré le 30 septembre 1989 lors d'un match contre les Uruguayens du Peñarol, remporté par les hôtes 2-1.
Le stade dispose par ailleurs d'un musée consacré au club, inauguré en juin 2009, contenant tous les trophées remportés par l'effectif professionnel, dont la Copa Libertadores remportée en 1991, les maillots portés par le club au fil de l'histoire, ainsi qu'une maquette du stade.

## Personnalités du club

### Joueurs emblématiques
| Rang | Pays | Nom                  | Matches | Période | Période |
| ---- | ---- | -------------------- | ------- | ------- | ------- |
| 1    |      | Lizardo Garrido      | 559     |         |         |
| 2    |      | Leonel Herrera       | 556     |         |         |
| 3    |      | Gonzalo Fierro       | 471     |         |         |
| 4    |      | Jaime Pizarro        | 452     |         |         |
| 5    |      | Luis Mena            | 444     |         |         |
| 6    |      | Misael Escuti        | 436     |         |         |
| 7    |      | Francisco Valdés     | 412     |         |         |
| 8    |      | Marcelo Barticciotto | 405     |         |         |
| 9    |      | Carlos Caszely       | 374     |         |         |
| -    |      | Miguel Ramírez       | 374     |         |         |

Depuis sa fondation, Colo-Colo a vu passer des centaines de footballeurs, la grande majorité de nationalité chilienne et une part importante issue du centre de formation du club. C'est notamment le cas de Francisco Valdés, le meilleur buteur de l'histoire du club et du football chilien, Carlos Caszely, le troisième meilleur buteur de la sélection chilienne, Roberto Rojas, considéré comme l'un des meilleurs gardiens de but sud-américains du XXe siècle par l'IFFHS et le milieu de terrain Matías Fernández, élu meilleur joueur sud-américain de l'année 2006. Colo-Colo est le club ayant fourni le plus de joueurs à l'équipe du Chili de football, avec en 2007, 140 internationaux (et de l'ordre de 1 500 capes). Les premiers d'entre eux furent les fondateurs du club David Arellano et Humberto Moreno. Jaime Pizarro est le Cacique ayant été sélectionné le plus de fois au sein de la Roja (53 entre 1986 et 1993), suivi par Francisco Valdés (51), Carlos Caszely (45) et Lizardo Garrido.
Le gardien de but Misael Escuti est le Cacique ayant disputé le plus de matchs nationaux (417 entre 1946 et 1964), suivi du défenseur Leonel Herrera Rojas (en) (413), Francisco Valdés (354) et Lizardo Garrido (343). Au niveau international, l'attaquant argentin Marcelo Barticciotto compte un record de 86 rencontres ; Lizardo Garrido détient lui le record de matchs en Copa Libertadores uniquement (67 matchs).
Les meilleurs buteurs de Colo-Colo en matchs officiels, toutes compétitions confondues, sont les Chiliens Carlos Caszely et Francisco Valdés, avec respectivement 208 et 205 buts. Ils sont suivis par Esteban Paredes -encore en activité- avec 200 buts . En championnat uniquement, Valdés compte 179 réalisations et Caszely 171. Ils sont suivis au classement par les Chiliens  Manuel Muñoz (120), Alfonso Domínguez (116) et Luis Hernán Álvarez (104) ainsi que le Brésilien Elson Beiruth (110). Luis Hernán Álvarez et Lucas Barrios détiennent le record du nombre de buts inscrits en une saison de championnat (37), respectivement en 1963 et en 2008 ; Humberto Suazo le record toutes compétitions confondues (47 en 2006).
| Rang | Pays | Nom                 | Buts | Période | Période |
| ---- | ---- | ------------------- | ---- | ------- | ------- |
| 1    |      | Carlos Caszely      | 208  |         |         |
| 2    |      | Francisco Valdés    | 205  |         |         |
| 3    |      | Esteban Paredes     | 200  |         |         |
| 4    |      | Manuel Muñoz        | 120  |         |         |
| 5    |      | Alfonso Domínguez   | 116  |         |         |
| 6    |      | Elson Beiruth       | 110  |         |         |
| 7    |      | Gonzalo Fierro      | 106  |         |         |
| 8    |      | Luis Hernán Álvarez | 102  |         |         |
| 9    |      | George Robledo      | 94   |         |         |
| 10   |      | Enrique Hormazábal  | 94   |         |         |

En termes de palmarès, le recordman en championnat est le défenseur Luis Mena Irarrázabal avec douze titres (entre 1996 et 2014), suivi de Marcelo Barticciotto, Raúl Ormeño et David Henríquez avec sept. En considérant l'ensemble des compétitions, le gardien de but Marcelo Ramírez et Lizardo Garrido comptent quinze trophées (six championnats et six coupes du Chili, ainsi que les trois trophées continentaux de 1991-1992), suivi de Jaime Pizarro avec 14 titres.
Enfin, outre l'Argentin Barticciotto et le Brésilien Beiruth, quelques joueurs étrangers emblématiques ont également porté le maillot blanc et noir : le premier d'entre eux est l'Italien José Rosetti (es) en 1927, imité par quelques Argentins dans les années 1930 et 1940. Le club s'ouvre de nouveau aux étrangers à partir de la fin des années 1960, avec notamment les Brésiliens Severino Vasconcelos (en) et Emerson Pereira (respectivement deux et trois titres de champion), les Argentins Ramón Héctor Ponce (en) (champion en 1979) et Marcelo Espina (quatre titres) ou encore le Bolivien Marco Etcheverry, deuxième au classement du joueur sud-américain de l'année 1993.

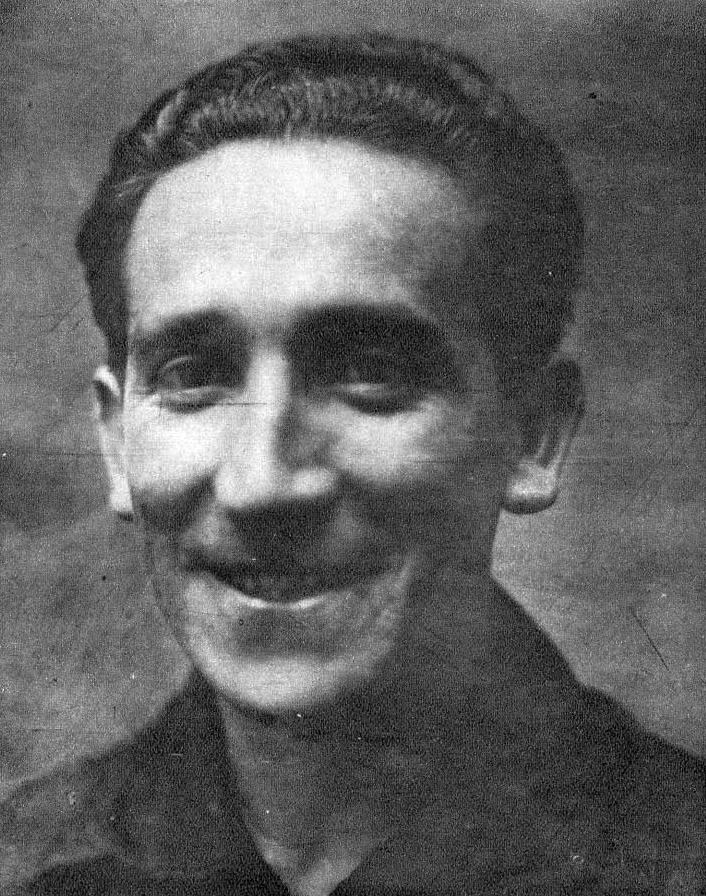
David Arellano, le fondateur du club.
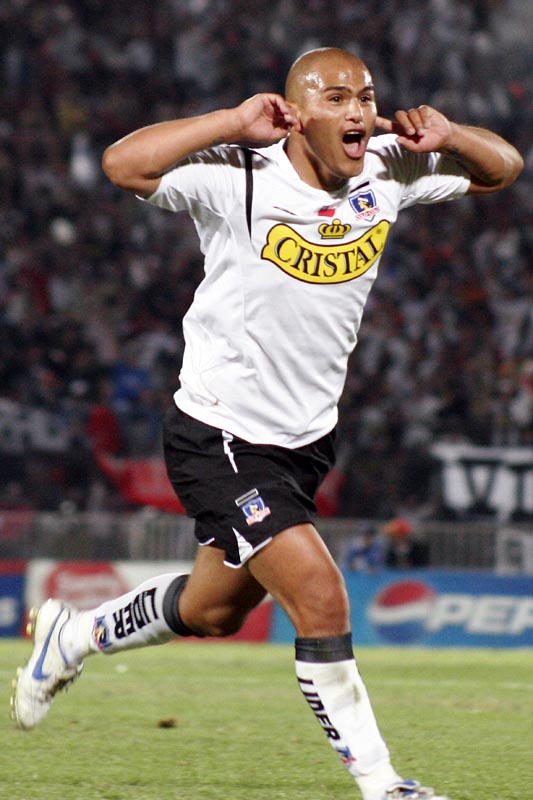
Humberto Suazo, buteur des années 2000.
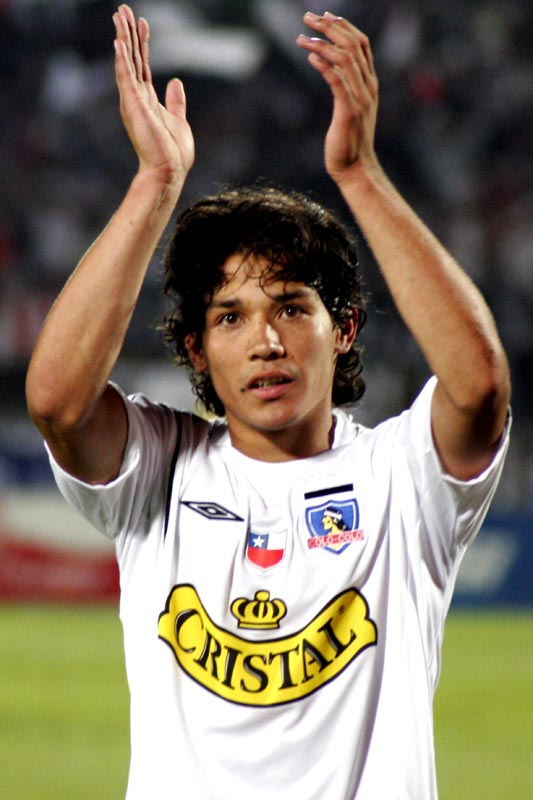
Matías Fernández, meilleur joueur sud-américain de l'année 2006.

### Entraîneurs[19]

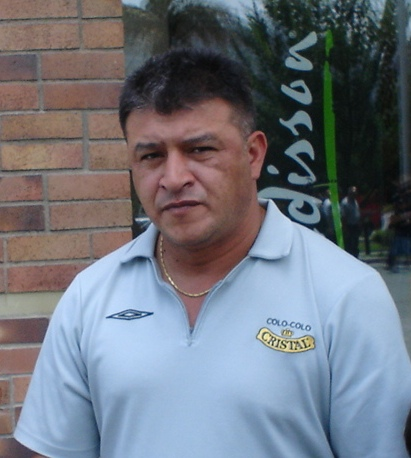
Claudio Borghi, premier entraîneur vainqueur de quatre championnats du Chili consécutifs.

Pendant les premières années d'existence de Colo-Colo, les fonctions d'entraîneur et de directeur technique ont été occupés par David Arellano, capitaine de l'équipe et fondateur du club, qui se chargeait de diriger l'entraînement, de la préparation des joueurs, de l'analyse des clubs des rivaux et des aspects tactiques. Toutes ces pratiques qu'il avait observées pendant son séjour en Uruguay en 1924. À la suite du décès brutal d'Arellano en 1927, la direction du club prend en charge la plupart de ces fonctions, les footballeurs les plus expérimentés, notamment les internationaux Guillermo Saavedra et Guillermo Subiabre, influant sur les décisions techniques.
Des affrontements entre les footballeurs et la direction se produisent, conduisant par exemple au départ du président Carlos Cariola en 1929. En 1930 et 1931, le club fait appel sporadiquement au Hongrois György Orth, par ailleurs sélectionneur de l'équipe nationale. L’avènement du professionnalisme en 1933 réduit quelque peu les conflits entre joueurs et dirigeants, bien que la charge d'entraîneur reste confiée alternativement au capitaine de l'équipe (comme Arturo Torres, vainqueur du premier championnat professionnel du club en 1937) et à des techniciens venus de l'extérieur. En 1939, le club fait appel au l'entraîneur hongrois Franz Platko, passé par la France, le FC Barcelone et Arsenal FC notamment, qui introduit au Chili la tactique du « WM », révolutionnaire à cette époque, ainsi que le principe du marquage individuel. Il remporte le championnat en 1939 et 1941 avant de poursuivre sa carrière sous d'autres cieux, notamment à la tête de la sélection chilienne. Il reviendra à Colo-Colo deux reprises, en 1946-1947 et en 1953, au cours de laquelle il remporte un troisième titre.
Par la suite le club fera appel à des entraîneurs chiliens souvent, parfois étrangers et notamment argentins. Ils restent rarement plus de deux saisons en place, comme Ferenc Puskás, considéré comme l'un des meilleurs footballeurs de l'histoire, qui ne connaît pas le succès lors de son passage à Colo-Colo au milieu des années 1970.
Luis Álamos, ancien sélectionneur national surnommé « Zorro » en français : « le renard », arrive en 1972 et pour sa première saison remporte le championnat. L'année suivante il entre dans l'histoire du football chilien en menant Colo-Colo en finale de la Copa Libertadores 1973. Il retrouve par la suite la sélection du Chili, qu'il mène à la Coupe du monde 1974. En 1991, le club fait appel au Yougoslave Mirko Jozić, vainqueur quelques années plus tôt de la Coupe du monde de football des moins de 20 ans 1987 organisée par le Chili, qui avait dirigé pendant quelques mois la formation du club en 1988. Jozić remporte le championnat en 1990 et attaque avec ambition la Copa Libertadores 1991, que son équipe remporte à la surprise des observateurs, tout en préservant son titre national. Les trois années suivantes lui permettent de remporter encore deux trophées continentaux et un dernier titre de champion.
Le Paraguayen Gustavo Benítez connaît à son tour un certain succès sur le banc Colo-Colo. Arrivé en 1995, il remporte les championnats de 1996, 1997 et 1998, la Coupe du Chili de 1996, et atteint les demi-finales dans la Copa Libertadores 1997 et de la Supercopa Sudamericana en 1996 et 1997. L'Argentin Claudio Borghi, ancien joueur Cacique, est nommé en 2006. El Bichi réalise l'exploit inédit de remporter quatre championnats du Chili d'affilée (les tournois d'ouverture et de clôture 2006 et 2007), ce qui lui vaut notamment d'être nommé « entraîneur de l'année en Amérique du Sud » en 2006.

### Présidents
| - Alberto Parodi (1925–26) - Tomás Olivo (1926) - Carlos Bello (1926–28) - Carlo Cariola (1928–29) - Carlos Concha (1929–30) - Gonzalo Debesa (1930–31) - Fernando Larraín (1931–32) - Tomás Olivo (1932–33) - Waldo Sanhueza (1933–34) - Robinson Álvarez (1934–35) - Alfonso Silva (1936–37) - Ernesto Blake (1937–39) - Robinson Álvarez (1939–42) | - Ernesto Blake (1937–39) - Robinson Álvarez (1939–42) - Tomás Olivo (1942-43) - Robinson Alvarez (1943–49) - Hugo Larraín (1949–51) - Pedro Foncea (1951–53) - Antonio Labán (1953–62) - Jovino Novoa Vidal (1962–64) - Guillermo Herrera (1964–68) - Guillermo Ferrer (1968–69) - Héctor Gálvez (1969–76) - Javier Vial (1976–78) - Luis Alberto Simián (1978–79) | - Miguel Balbi (1979–79) - Alejandro Ascuí (1980–84) - Patricio Vildósola (1984) - Naín Rostión (1985) - Peter Dragicevic (1986–91) - Eduardo Menichetti (1991–94) - Peter Dragicevic (1994–02) - Juan Carlos Saffie (intérim) (2002–03) - Francisco Goñi (intérim) (2003–04) - Patricio Jamarne (intérim) (2004–05) - Cristián Varela (2005–07) - Gabriel Ruiz-Tagle (2007–10) - Guillermo Mackenna (2010–2011) - Hernán Levy (2011–2012) - Carlos Tapia (2012-2013) - Arturo Salah (2013-2015) - Aníbal Mosa (2015-2018) - Gabriel Ruiz-Tagle (2018–maintenant) |

## Effectif actuel 2023
| N° | Nat.                   | Poste | Nom du joueur             |
| -- | ---------------------- | ----- | ------------------------- |
| 1  | Drapeau du Chili       | G     | Brayan Cortés             |
| 12 | Drapeau du Chili       | G     | Eduardo Villanueva        |
| 25 | Drapeau du Chili       | G     | Benjamin Morales          |
| 30 | Drapeau du Chili       | G     | Fernando de Paul          |
| 37 | Drapeau de l'Uruguay   | D     | Maximiliano Falcón        |
| 2  | Drapeau du Chili       | D     | Jeyson Rojas              |
| 3  | Drapeau du Chili       | D     | Bruno Gutierrez           |
| 4  | Drapeau du Chili       | D     | Alan Saldivian            |
| 23 | Drapeau de l'Argentine | D     | Ramiro Gonzalez           |
| 31 | Drapeau de l'Uruguay   | D     | Matias De Los Santos      |
| 21 | Drapeau du Chili       | D     | Erick Wiemberg            |
| 13 | Drapeau du Chili       | D     | Daniel Gutiérrez          |
| 15 | Drapeau de l'Argentine | D     | Emiliano Amor             |
| 19 | Drapeau du Chili       | D     | Matías Pinto              |
| 27 | Drapeau du Chili       | D     | Pedro Navarro             |
| 8  | Drapeau du Chili       | M     | Esteban Pavez             |
| 34 | Drapeau du Chili       | M     | Vicente Pizarro           |
| 6  | Drapeau du Chili       | M     | César Fuentes (capitaine) |
| 28 | Drapeau du Chili       | M     | Lucas Soto                |
| 24 | Drapeau du Chili       | M     | Jordhy Thompson           |

| No. | Nat.                           | Position | Nom du joueur   |
| --- | ------------------------------ | -------- | --------------- |
| 18  | Drapeau de l'Argentine         | A        | Agustin Bouzat  |
| 17  | Drapeau de la Colombie         | A        | Fabian Castillo |
| 20  | Drapeau du Chili               | A        | Alexander Oroz  |
| 5   | Drapeau de l'Argentine         | A        | Leonardo Gil    |
| 11  | Drapeau du Chili               | A        | Marcos Bolados  |
| 9   | Drapeau du Chili               | A        | Damian Pizarro  |
| 7   | Drapeau du Chili               | A        | Carlos Palacios |
| 10  | Drapeau de la Nouvelle-Zélande | A        | Marco Rojas     |
| 22  | Drapeau du Chili               | A        | Leandro Benega  |
| 16  | Drapeau du Paraguay            | A        | Dario Lezcano   |

## Culture populaire

### Rivalités

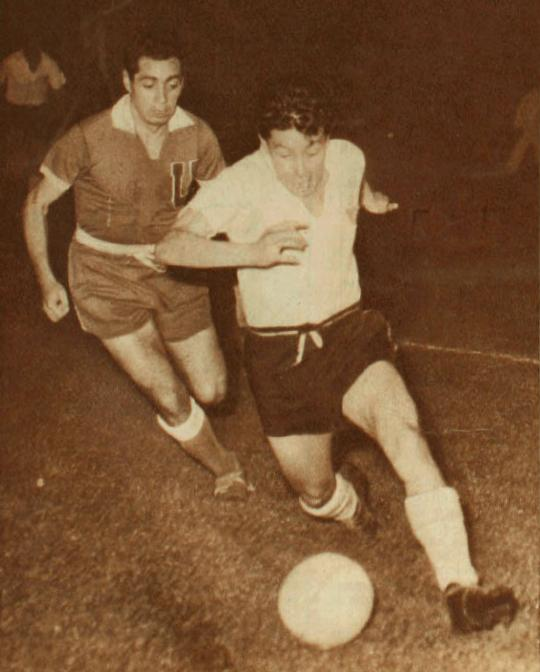
Colo-Colo et Universidad de Chile, en 1959.

Le club est connu pour sa rivalité historique avec une autre grande formation de la capitale, Universidad de Chile. Colo-Colo est le club le plus populaire du pays, Universidad le deuxième. Les deux clubs, qui ont remporté le plus de titres de champion, disputent le célèbre Superclásico.
Colo-Colo naît en 1925, le Club Deportivo Universitario, futur CD Universidad de Chile, deux ans plus tard, à la suite d'une fusion. La première confrontation entre Caciques et Chunchos (une sorte de hibou) date de 1935 ou 1938. Le 12 mai 1940, le derby connaît un premier incident lorsqu'un joueur de Colo-Colo, Alfonso Domínguez, gifle un adversaire, José Balbuena, après une faute grossière. C'est aussi l'année du premier titre national de la U, qui devient un concurrent sportif de Colo-Colo. En 1959, les deux clubs terminent premiers ex æquo du championnat. Une finale est organisée le 11 novembre, remportée par Universidad de Chile (2-1), dont c'est le deuxième titre. Cette victoire marque le début d'une décennie de domination des Bleus sur le football chilien : entre 1959 et 1969, ils remportent six titres de champion, prenant pour la première fois le dessus sur le club noir et blanc sur la durée. Après une période difficile (marquée par une relégation en deuxième division en 1989), ils ont fait leur retour au sommet du football chilien depuis le milieu des années 1990, redonnant tout le piment à ce derby. En 2009, le bilan des rencontres entre les deux rivaux est de 67 victoires et 43 défaites pour Colo-Colo, en 156 matches officiels. Depuis les années 1990, ce même bilan est beaucoup plus équilibré.

Le « Clásico » contre Magallanes en 1930.

Avant la montée en puissance de l'Universidad de Chile, dans les années 1920 et 1930, le principal rival de Colo-Colo était Magallanes, en opposition duquel il s'était créé. La concurrence était autant sportive que manageriale, comme l'illustre le fait qu'aucun match amical n'est organisé entre les deux institutions avant 1934 (alors qu'il représentait à l'époque une source de revenu importante).
Colo-Colo a également entretenu une certaine rivalité sportive avec Audax Italiano, à l'époque où ce club faisait partie des meilleures équipes du pays. Le duel est alors connu comme le « Clásico Criollo » car chacune des deux équipes ne compte que des joueurs chiliens.

### Supporteurs

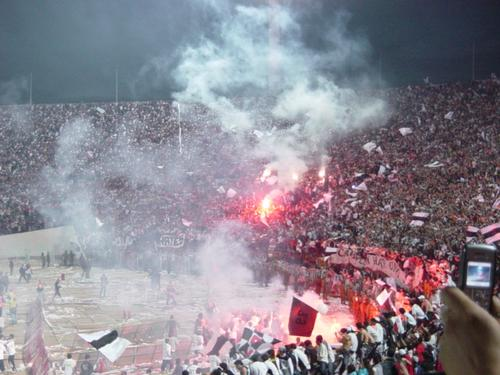
La Garra Blanca.

Les enquêtes réalisées au Chili confirment que Colo-Colo est le club le plus populaire du pays : en 1999 puis en 2008, la proportion de supporteurs de Colo-Colo parmi les amateurs de football au Chili est évaluée à 45 %.
Le groupe principal de supporteurs (de type Barra brava) de Colo-Colo s'appelle la Garra Blanca en français : « la griffe, ou la force, blanche ». Plus grand groupe organisé de supporteurs au Chili et plus ancien (il est fondé en 1985), il suit et supporte son équipe dans tout le pays.